# Vladimir Ćopić
Vladimir Ćopić (ur. 8 marca 1891 w Senju, zm. kwiecień 1939) – chorwacki polityk komunistyczny i publicysta.

## Życiorys
Odbywał studia prawnicze na Uniwersytecie w Zagrzebiu jednak przerwał je w 1914 roku z powodu wybuchu I wojny światowej. Został zmobilizowany i dostał się do rosyjskiej niewoli w trakcie walk w Karpatach.
W kwietniu 1918 został członkiem partii bolszewickiej i jej Jugosłowiańskiej Grupy Komunistycznej. W listopadzie tego samego roku udał się do Zagrzebia. Jako jego reprezentant wziął udział w 1919 roku w zjeździe założycielskim Socjalistycznej Partii Robotniczej Jugosławii i trafił do jej komitetu centralnego. W latach 1920–1921 zasiadał w konstytuancie i był sekretarzem klubu parlamentarnego komunistów.
Za swą działalność polityczną był kilkakrotnie skazywany na kary pozbawienia wolności. W 1925 roku udał się na emigrację kolejno do Związku Radzieckiego, Czechosłowacji, Niemiec i Austrii. W latach 1932–1936 zajmował kierownicze stanowiska w Komunistycznej Partii Jugosławii i Międzynarodówce Komunistycznej. W styczniu 1937 wyjechał walczyć w hiszpańskiej wojnie domowej i został dowódcą XV brygady międzynarodowej.
We wrześniu 1938 udał się do Moskwy, gdzie w kwietniu 1939 stracił życie w wyniku czystek stalinowskich.